# Фернандеш, Родригу
Родри́гу Франси́шку Пи́нту Вие́йра Ферна́ндеш (порт. Rodrigo Francisco Pinto Vieira Fernandes; род. 23 марта 2001, Лиссабон) — португальский футболист, полузащитник клуба «Порту B».

## Клубная карьера
Воспитанник футбольной академии лиссабонского «Спортинг». 27 октября 2019 года дебютировал в основном составе в матче португальской Примейры против «Витории Гимарайнш»

## Карьера в сборной
Выступал за сборные Португалии до 16, до 17, до 18 и до 19 лет.
В мае 2018 года принял участие в чемпионате Европы до 17 лет, который прошёл в Англии. Сыграл во всех трёх матчах группового этапа против Норвегии, Словении и Швеции. Португальцы заняли в группе третье место и покинули турнир
В июле 2019 года сыграл на чемпионате Европы до 19 лет, который прошёл в Армении. Провёл на турнире три матча, а его сборная завоевала серебряные медали.